# سازمان تنظیم مقررات رسانه‌های صوت و تصویر فراگیر
سازمان تنظیم مقررات رسانه‌های صوت و تصویر فراگیر در فضای مجازی یا ساترا یکی از نهادهای وابسته به صداوسیمای جمهوری اسلامی ایران است که مسئولیت تنظیم‌گریِ رسانه‌های صوت و تصویر فراگیر در فضای مجازی ایران را بر عهده دارد.
لطف‌الله سیاهکلی و سید محمدصادق امامیان به ترتیب ریاست سازمان تنظیم مقررات صوت و تصویر فراگیر در فضا مجازی را بر عهده داشتند. از اردیبهشت ۱۴۰۴، جواد رمضان‌نژاد ریاست این سازمان را برعهده دارد.

## شکل‌گیری
این سازمان طبق اصل ۴۴ قانون اساسی و نظریه تفسیری شورای نگهبان و نیز بر اساس ابلاغیه مورخ ۹۴/۰۶/۲۲ به ریاست جمهور (به عنوان ریاست شورای عالی فضای مجازی) تشکیل شده است. برخی از اصلی ترین اسناد تبیین جایگاه تشکیلاتی ساترا بدین شرح است:
۱- بر مبنای ماده ۷ اساسنامه سازمان صدا و سیمای جمهوری اسلامی ایران مصوب سال ۱۳۶۲ با اصلاحات و الحاقات بعدی مقرر شده است که «تأسیس فرستنده و پخش برنامه‌های رادیویی و تلویزیونی هر نقطه کشور در انحصار این سازمان بوده و چنانچه اشخاص حقیقی یا حقوقی اقدام به تأسیس یا بهره‌برداری از چنین رسانه‌هایی کنند از ادامه کار آنان جلوگیری به عمل آمده و تحت تعقیب قانونی قرار خواهند گرفت».
۲- ماده ۱۴ قانون وظایف و اختیارات وزارت ارتباطات و فناوری اطلاعات مصوب سال ۱۳۸۲ بیان می‌دارد «اختیارات و وظایف مربوط به این وزارت مندرج در این قانون شامل محدوده وظایف و اختیارات سازمان صداوسیما و نیروهای مسلح جمهوری اسلامی ایران نمی‌شود و قوانین و مقررات مربوط به آنان به قوت خود باقی است».
۳- بر اساس بند «ب» نظریه تفسیری شماره ۹۷۹/۲۱/۷۹ مورخ ۱۰/۰۷/۱۳۷۹ شورای نگهبان پیرامون اصول ۴۴ و ۱۷۵ قانون اساسی: «مطابق نص صریح اصل چهل و چهارم قانون اساسی، در نظام جمهوری اسلامی ایران رادیو و تلویزیون دولتی است و تأسیس و راه‌اندازی شبکه‌های خصوصی رادیویی و تلویزیونی به هر نحو، مغایر این اصل می‌باشد. بدین جهت انتشار و پخش برنامه‌های صوتی و تصویری از طریق سیستم‌های فنی قابل انتشار فراگیر (همانند ماهواره، فرستنده، فیبر نوری و غیره) برای مردم در قالب امواج رادیویی و کابلی غیر از سازمان صدا و سیمای جمهوری اسلامی ایران، خلاف اصل مذکور است».
۴- طبق نظر صریح رهبر جمهوری اسلامی سید علی خامنه‌ای، «مسئولیت صدور مجوز و تنظیم مقررات صوت و تصویر فراگیر در فضای مجازی و نظارت بر آن منحصراً بر عهده سازمان صدا و سیما است». ضمن اینکه رئیس وقت قوه قضائیه با توجه به ابلاغیه سال ۱۳۹۴ رهبر وقت انقلاب اسلامی، طی بخشنامه شماره ۱۰۰/۱۷۸۴۳۹/۹۰۰۰ مورخ ۲۸/۱۰/۱۳۹۸ خطاب به مراجع قضایی سراسر کشور بر لزوم اخذ هرگونه استعلام دربارهٔ صوت و تصویر فراگیر در فضای مجازی از حیث پروانه فعالیت، مقررات و موضوعات مرتبط از سازمان صدا و سیمای جمهوری اسلامی ایران، تأکید نموده‌اند.
همچنین در دی‌ماه ۱۳۹۸، ابراهیم رئیسی (رئیس وقت قوه قضاییه) در بخشنامه‌ای اعلام کرد هر گونه فعالیت در زمینه «صوت و تصویر فراگیر» صرفاً در صورت اخذ مجوز از صداوسیما مجاز است. بر این اساس، تمام نهادهای حاکمیتی شامل دولت، مجلس شورای اسلامی، مرکز ملی فضای مجازی، نهادهای نظارتی نظیر شورای نگهبان و سازمان بازرسی کل کشور و سایر ارکان قوه قضاییه در لزوم انجام تنظیم‌گری رسانه‌های صوت و تصویر فراگیر توسط ساترا «به نمایندگی از سازمان صداوسیما» متفق‌القول هستند. بر اساس مصوبه مجلس مسئولیت صدور مجوز و تنظیم مقررات صوت و تصویر فراگیر و نظارت بر آن هم بر عهده سازمان تنظیم مقررات صوت و تصویر فراگیر فضای مجازی (ساترا) گذاشته شده است.